# Teorie fotografie

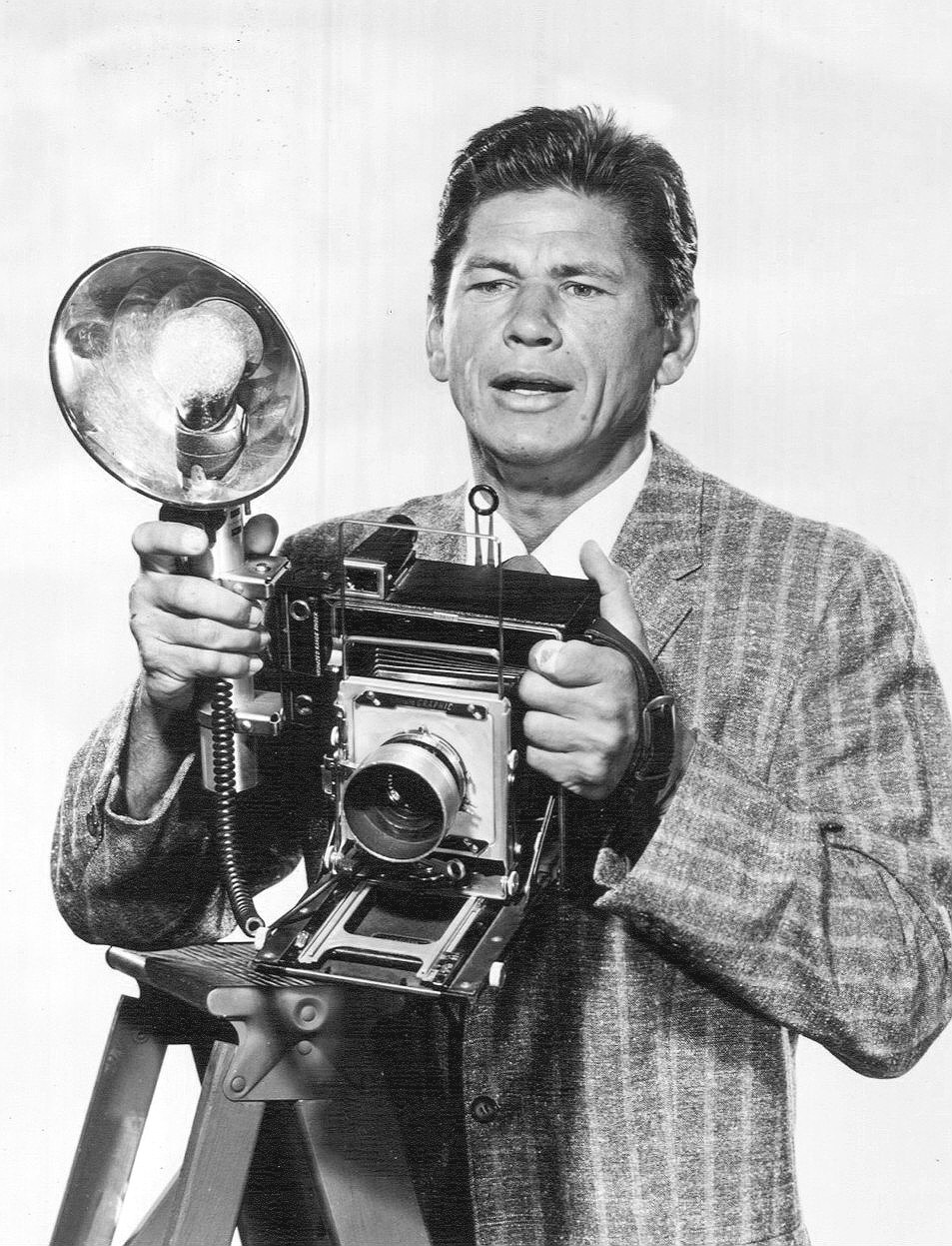
Muž s fotoaparátem

Teorie fotografie je souborem dílčích teorií komunikace pomocí fotografie. Část fotografické produkce má tvůrčí povahu a bývá oceňována jako umění. Některé části teorie fotografie jsou obecného charakteru a zahrnují veškerou fotografickou komunikaci včetně umění, jiné jsou vázány méně či více jen k umění. U jednotlivých částí je užitečné sledovat, jak spolu souvisí, mnohé z nich se vzájemně méně či více překrývají. Při komplexní práci s vizuální komunikací či konkrétně vizuální tvorbou se stává teorie fotografie integrovanou součástí teorie vizuální komunikace.

## Vymezení pojmu fotografie
Většina definic fotografie staví na užití optické soustavy, která promítá obraz na světlocitlivou plochu, kde dochází k jeho chemické či fyzikální přeměně a následně k fixaci. Teorie komunikace – angelmatika – ještě dále definuje minimální výrazové prvky různých sdělovacích systémů, u fotografie jde o transformovaný rozptylový kroužek promítnutý objektivem. Fotografie se může třídit podle užitých technik a vizuálních mutací.
Fotografií tedy není obraz objektivem pouze promítnutý a netransformovaný, techniky kresby na fotopapíru zvané strukáž nebo fokalk, fotografií není ani realistický obraz uměle generovaný počítačem bez užití objektivu. Systém holografie má odlišný minimální výrazový prvek, a proto jde o jiný sdělovací systém než fotografie.

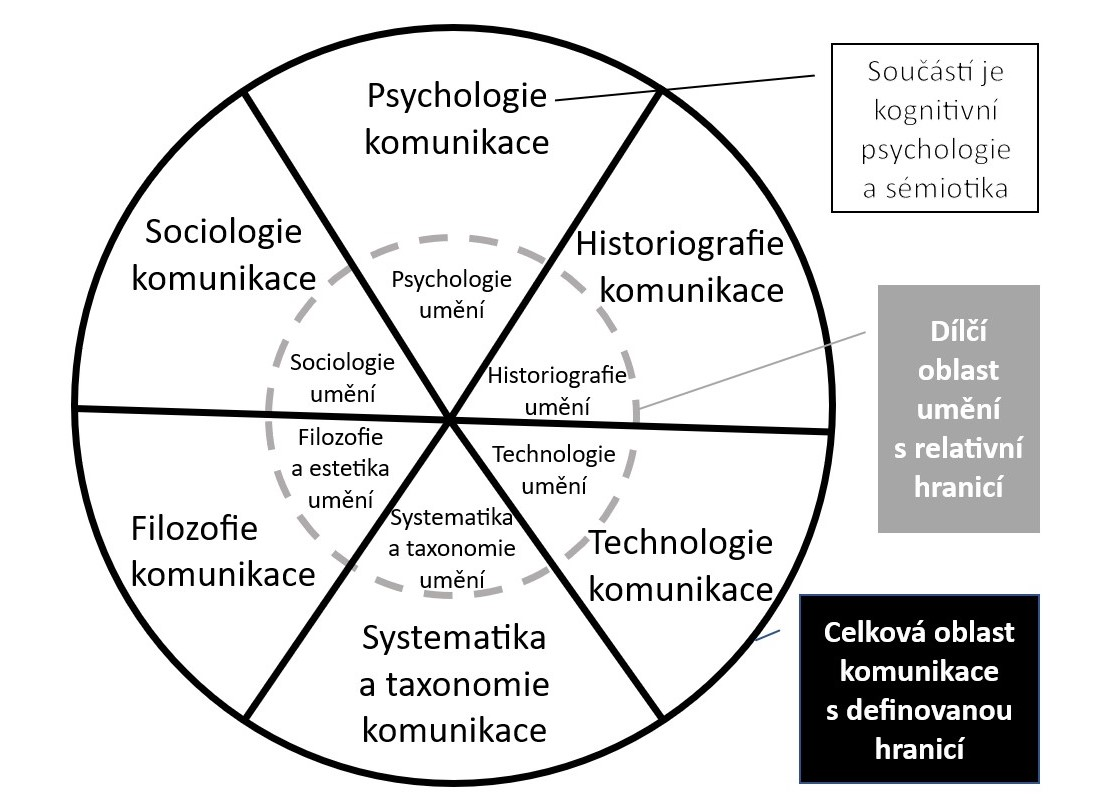
Struktura oborů teorie fotografie. Pro teorii fotografie je užitečné, podobně jako pro teorii umění, když vychází z širšího kontextu teorie komunikace.

## Obory teorie fotografie

### Teorie fotografické komunikace
Zabývá se sdělovacím řetězem, souběžně sleduje mentální a fyzický proces sdělování, soustřeďuje se na autora, distributora a adresáta. Má předpoklady řešit problematiku technologií. Mezi českými teoretiky se jí zabývali zejména Ján Šmok, Miroslav Vojtěchovský, Tomáš Fassati.

### Semiotika
není součástí teorie komunikace, ale vhodně ji doplňuje a vytváří další spojnici a to ke kognitivní psychologii. Akademické prostředí historie umění je s teorií znaku - semiotikou - více propojeno.

### Teorie technologie fotografie
Zabývá se podrobně fyzikou a chemií technologie. V tvůrčí oblasti patří k náročnějším než teorie technik klasické tvorby, proto většinou netvoří součást vzdělání historiků umění. V českém prostředí se jí v minulosti zabývali zejména Jaroslav Bouček, Jan Schlemmer, Josef Pecák, Ján Šmok, Pavel Scheufler ad.

### Psychologie fotografické komunikace
Vychází obecně z náročného širokého obsahu psychologických věd. Souvisí s kognitivní psychologií, teorií komunikace a má vztah k estetice. Psychologie tvorby v českém prostředí není vědecky počátkem 21. století zatím dostatečně doceněna.

### Sociologie fotografické komunikace
Je nedílnou součástí společenských věd a bývá (mnohdy bez dostatečné kvalifikace) užívána historií fotografie.

### Taxonomie fotografie
Obecně se taxonomie věnuje vymezování prvků systému a terminologii. Vyžaduje důsledné užití systémové analýzy. V umění se jí v českém prostředí zabývali teatrolog Petr Pavlovský, Ján Šmok a Tomáš Fassati. Přináší užitek nejen v běžné odborné komunikaci, ale zejména při tvorbě a užití informačních systémů o komunikaci a umění.

### Historiografie fotografie
Je tradičním oborem popisujícím historii. Ve fotografii navazuje na obecnou historiografii techniky. V českém prostředí se jí zabýval např. historik Rudolf Skopec nebo Pavel Scheufler.

### Historie fotografické tvorby
Nepříliš výstižné označení oboru, který se zabývá souvislostmi fotografické tvorby s vývojem společnosti a umění. K praktickým výstupům činnosti historiků fotografie patří odborná publicistika včetně fotografické kritiky, tvorba sbírek nebo příprava výstav a přirozeně také odborná výuka. V českém prostředí patřili k výrazným historikům fotografie např. Anna Fárová, Antonín Dufek, Jaroslav Anděl, Vladimír Birgus, Zdeněk Kirschner, Jan Mlčoch, Jiří Pátek, Tomáš Pospěch, Jiří Ptáček ad.

### Filosofie fotografické tvorby
Je oborem, který se zabývá obecným myšlením o fotografii, zejména obsahem fotografických sdělení. Při zaměření na emoce jde o estetiku fotografie. Obor je silně propojen s obecnou teorií umění a estetikou. V českém prostředí se jím zabývali např. Václav Zykmund, Miroslav Bílek, Jaroslav Anděl, Karel Císař ad.

### Fotografická kritika
Je nepříliš výstižné, ale tradiční označení oboru, který se zabývá hodnotovými systémy vztahujícími se k fotografii. Kvalita oboru závisí na volbě hodnotových systémů v celé škále od samotného umění k obecným (společnost, etika, duchovní život…). K výrazným českým kritikům patřila Daniela Mrázková, Josef Moucha ad. Další příklady kritiků fotografie uvádí heslo Fotografická kritika.

### Fotografické kurátorství
Je oborem na pomezí teorie a tvorby. Pokud ponecháme z důvodů specifik vědeckou činnost historiků fotografické tvorby stranou, jde především o spontánní činnost umělců vytvářejících z jednotlivých fotografických výtvorů vyšší komplexnější typ uměleckého celku.

### Pedagogika a andragogika fotografie
Je specifickým oborem, který vyžaduje promyšlenou metodologii. Je v něm nezbytné odlišovat univerzální výuku profesionálních fotografů, kteří mají být kvalifikováni pro široké spektrum zakázek od výuky nezávislých umělců. K nejvýraznějším pedagogům výuky profesionálů patřil v českém prostředí Ján Šmok (FAMU) nebo Miroslav Vojtěchovský (FAMU a UJEP). Mezi českými pedagogy nezávislé fotografické tvorby například Bořek Sousedík (Městská konzervatoř Ostrava) nebo Pavel Baňka (UJEP).